# Pelidnoptera nigripennis
Pelidnoptera nigripennis är en tvåvingeart som först beskrevs av Fabricius 1794.  Pelidnoptera nigripennis ingår i släktet Pelidnoptera och familjen tusenfotingflugor. Arten är reproducerande i Sverige. Inga underarter finns listade i Catalogue of Life.